# Dale Coyne Racing

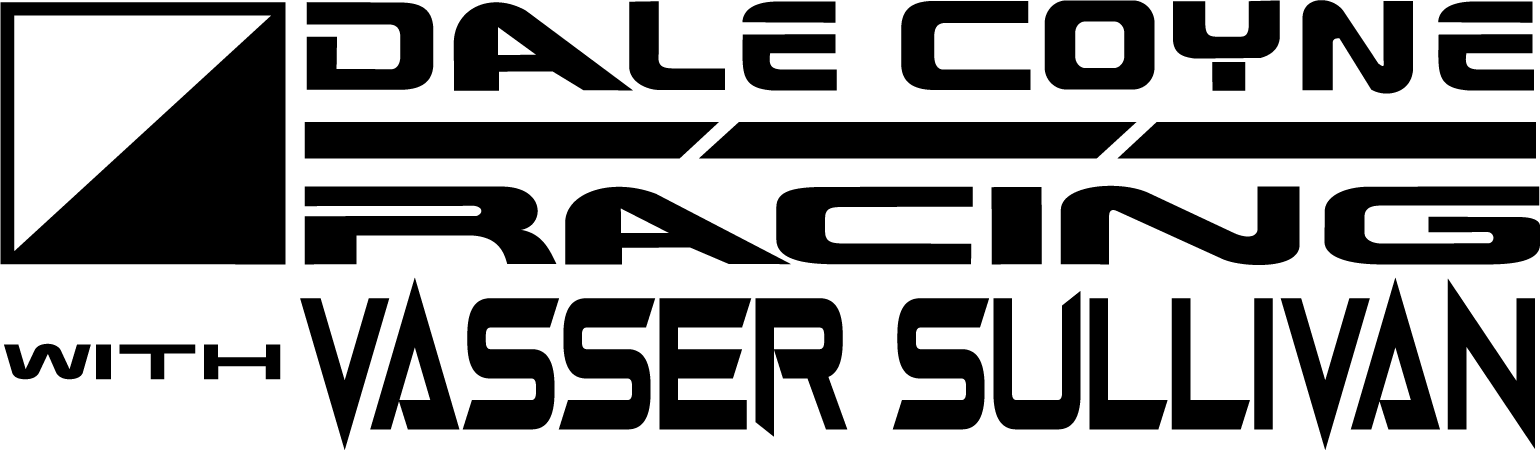
Dale Coyne Racing

Dale Coyne Racing ist ein US-amerikanisches Rennteam, dass seit 2008 in der IndyCar Series antritt.

## Geschichte
Als Teamchef als auch als Fahrer begann Dale Coyne 1984 seine Aktivitäten im Motorsport. Vor dem Zusammenschluss der Champ Car World Series und der Indy Racing League zur IndyCar Series im Jahr 2007, setzte Coyne seine Autos in der Champ Car World Series ein. Bruno Junqueira feierte im selben Jahr Podestplätze in Zolder (2.), Assen (3.) und Surfers Paradise (3.). Junqueira belegte in der Meisterschaftstabelle den siebten Rang und die Teamkollegin Katherine Legge den 15. Platz. In den Jahren 2018 und 2019 ging Coyne eine Kooperation mit Jimmy Vasser und James Sullivan ein. Als Fahrer wurde Sébastien Bourdais verpflichtet, der in St. Petersburg ein Rennen gewinnen und zwei weitere Podestplätze herausfahren konnte. 2021 verpflichtete man Romain Grosjean, dem eine gute erste Saison gelang, neben drei Podiumsplätzen errang er auch eine Pole-Position. Coyne ging im Verlauf der Teamgeschichte verschiedene Kooperationen ein mit anderen Teams. In der IndyCar Series konnte das Team seit 2008 sechs Siege und zwei Pole-Positions feiern.
Der Hauptsitz des Teams liegt in Plainfield (Illinois), rund 60 Kilometer südwestlich von Chicago.

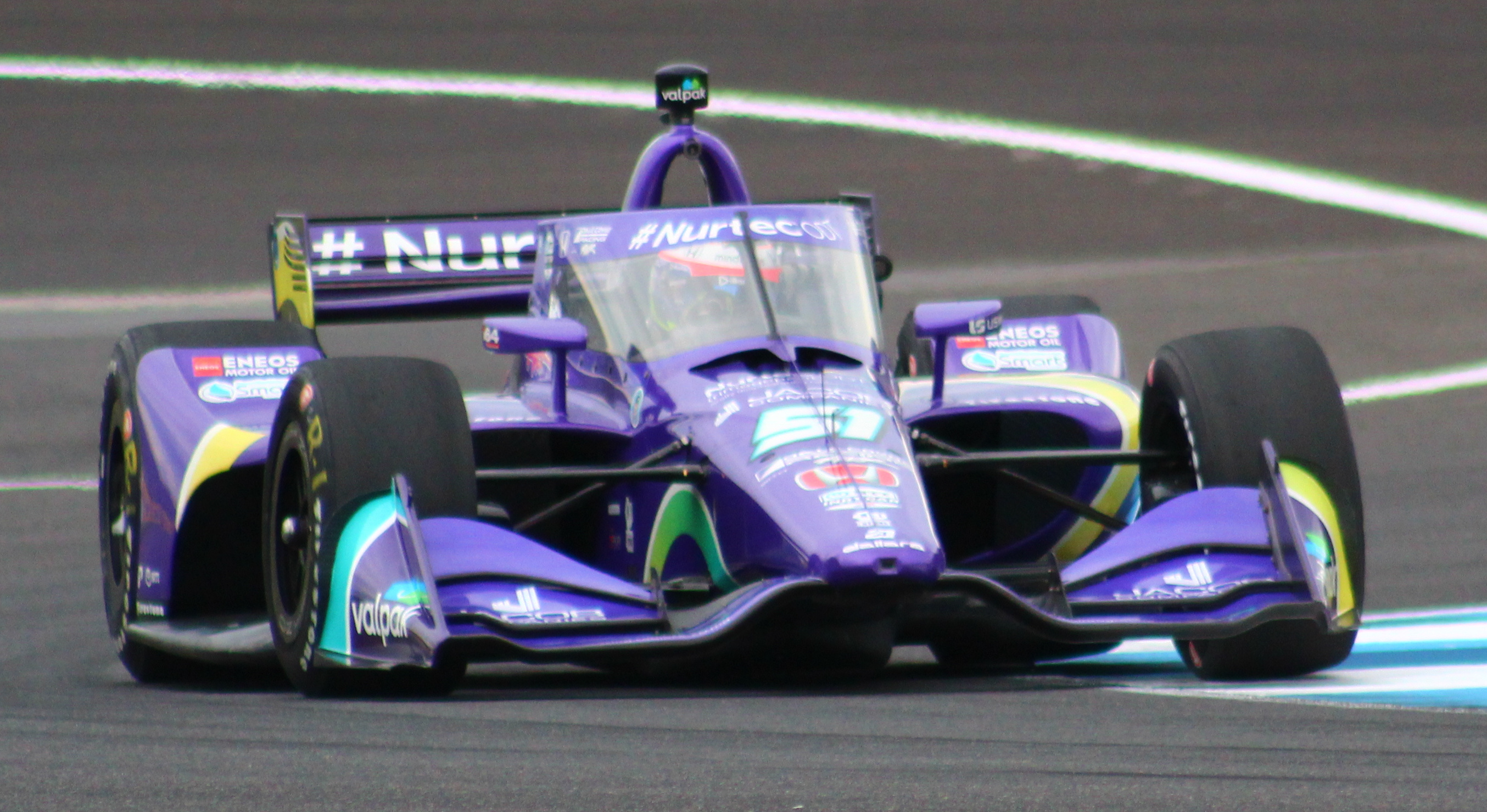
Romain Grosjean 2021 im Auto von Dale Coyne Racing

## IndyCar Series Fahrzeuge
Die Autos für die Saison 2023 haben ein Dallara DW12-Chassis und werden von einem Honda HI23TT V6t Motor angetrieben. Die 750 PS (rund 550 kW) starken Boliden erreichen bis zu 240 mph, was umgerechnet etwa 385 km/h entspricht. Solch hohe Geschwindigkeiten werden aber nur bei Oval-Rennen erreicht.

## Fahrer
Die zwei Fahrzeuge werden 2023 von den US-Amerikanern David Malukas und Sting Ray Robb gefahren. Das beste Resultat bis anhin erreichte Malukas beim PPG 375 mit einem vierten Rang.

## IndyCar-Siege
| Nr. | Datum         | Rennen                     | Fahrer             | Startplatz |
| --- | ------------- | -------------------------- | ------------------ | ---------- |
| 1   | 5. Juli 2009  | Watkins Glen International | Justin Wilson      | 2          |
| 2   | 9. Juni 2012  | Texas Motor Speedway       | Justin Wilson      | 17         |
| 3   | 1. Juni 2013  | Detroit Belle Isle (Race1) | Mike Conway        | 2          |
| 4   | 28. Juni 2014 | Grand Prix of Housten      | Carlos Huertas     | 19         |
| 5   | 12. März 2017 | Streets of St. Petersburg  | Sébastien Bourdais | 21         |
| 6   | 11. März 2018 | Streets of St. Petersburg  | Sébastien Bourdais | 14         |